# Al-Shabatiyah
 (mai 2022).
Si vous disposez d'ouvrages ou d'articles de référence ou si vous connaissez des sites web de qualité traitant du thème abordé ici, merci de compléter l'article en donnant les références utiles à sa vérifiabilité et en les liant à la section « Notes et références ».
Al-Shabatiyah est l'un des villages de la campagne du gouvernorat de Lattaquié en Syrie, à environ 1 km de la mer et à environ 100 mètres au-dessus du niveau de la mer. Il est situé à 18 km au nord de la ville de Lattaquié, au milieu de la pittoresque nature qui caractérise la campagne de la côte syrienne en général. Il est entouré de forêts, de montagnes verdoyantes, d'oliviers et d'orangers des quatre côtés.